# إبراهيم الأعجمي
أبو إسحاق إبراهيم بن إسحاق الأعجمي هو أحد رواة الأحاديث عن الشيعة الإثني عشرية، وهو فارسي من أهل نهاوند.
ذكره الطوسي بقوله: ”إبراهيم الأعجمي من أهل نهاوند، له كتاب، أخبرنا به عدة من أصحابنا، عن أبي المفضل الشيباني، عن ابن بطة، عن أحمد بن أبي عبد الله البرقي، عن إبراهيم الأعجمي“، وقد عدّه في رجاله فيمن لم يروَ عن أهل البيت. وقد احتمل الخوئي كونه نفسه أبو إسحاق الأحمري النهاوندي، وقد قال في ذكره له: ”طريقه إليه ضعيف، بأبي المفضل الشيباني، وبابن بطة“.

### كتب
- أعيان الشيعة. محسن الأمين، طبع بيروت - لبنان، تاريخ الطبع مفقود، منشورات دار التعارف.

### إشارات مرجعية
1. ↑  
الأمين، محسن. أعيان الشيعة - ج2. ص. 112. مؤرشف من الأصل في 2019-12-09.
2. ↑  
الطوسي، محمد بن الحسن. الفهرست. ص. 42. مؤرشف من الأصل في 2019-12-09.
3. ↑  
الخوئي، أبو القاسم. معجم رجال الحديث - ج1. ص. 165. مؤرشف من الأصل في 2019-12-08.